# Wangling
Wangling (kinesiska: 王灵镇, 王灵) är en köping i Kina. Den ligger i den autonoma regionen Guangxi, i den södra delen av landet, omkring 80 kilometer nordost om regionhuvudstaden Nanning. Antalet invånare är 26780. Befolkningen består av 12 800 kvinnor och 13 980 män. Barn under 15 år utgör 24,0 %, vuxna 15-64 år 65 %, och äldre över 65 år 10,0 %.
Genomsnittlig årsnederbörd är 2 090 millimeter. Den regnigaste månaden är juni, med i genomsnitt 346 mm nederbörd, och den torraste är januari, med 46 mm nederbörd.